# فرانسيسكو دي كارلو
فرانسيسكو دي كارلو (بالإيطالية: Francesco Di Carlo)‏ هو مهرب مخدرات إيطالي، ولد في 18 فبراير 1941 في ألتوفونتي في إيطاليا.